# Turcia
Turcia ist ein nordspanischer Ort und eine Gemeinde (municipio) mit 986 Einwohnern (Stand: 2024) in der Provinz León in der Autonomen Gemeinschaft Kastilien-León. Neben dem Hauptort Turcia besteht die Gemeinde aus den Ortschaften Armellada, Gavilanes und Palazuelo de Órbigo.

## Lage und Klima
Turcia liegt am Río Orbigo, der die östliche Gemeindegrenze bildet, in einer Höhe von ca. 845 m in der westleonesischen Hochebene (meseta) etwa 28 Kilometer in westsüdwestlicher Richtung von León entfernt. Das Klima ist gemäßigt bis warm; Regen (ca. 597 mm/Jahr) fällt überwiegend im Winterhalbjahr.

## Bevölkerungsentwicklung
| Jahr      | 1970 | 1981 | 1991 | 2001 | 2011 | 2021 |
| Einwohner | 2159 | 1881 | 1616 | 1263 | 1113 | 1005 |

Aufgrund der zunehmenden Mechanisierung der Landwirtschaft und der Aufgabe zahlreicher bäuerlicher Kleinbetriebe in der zweiten Hälfte des 20. Jahrhunderts fehlten mehr und mehr Arbeitsplätze, was eine immer noch anhaltende Landflucht auslöste.

## Sehenswürdigkeiten

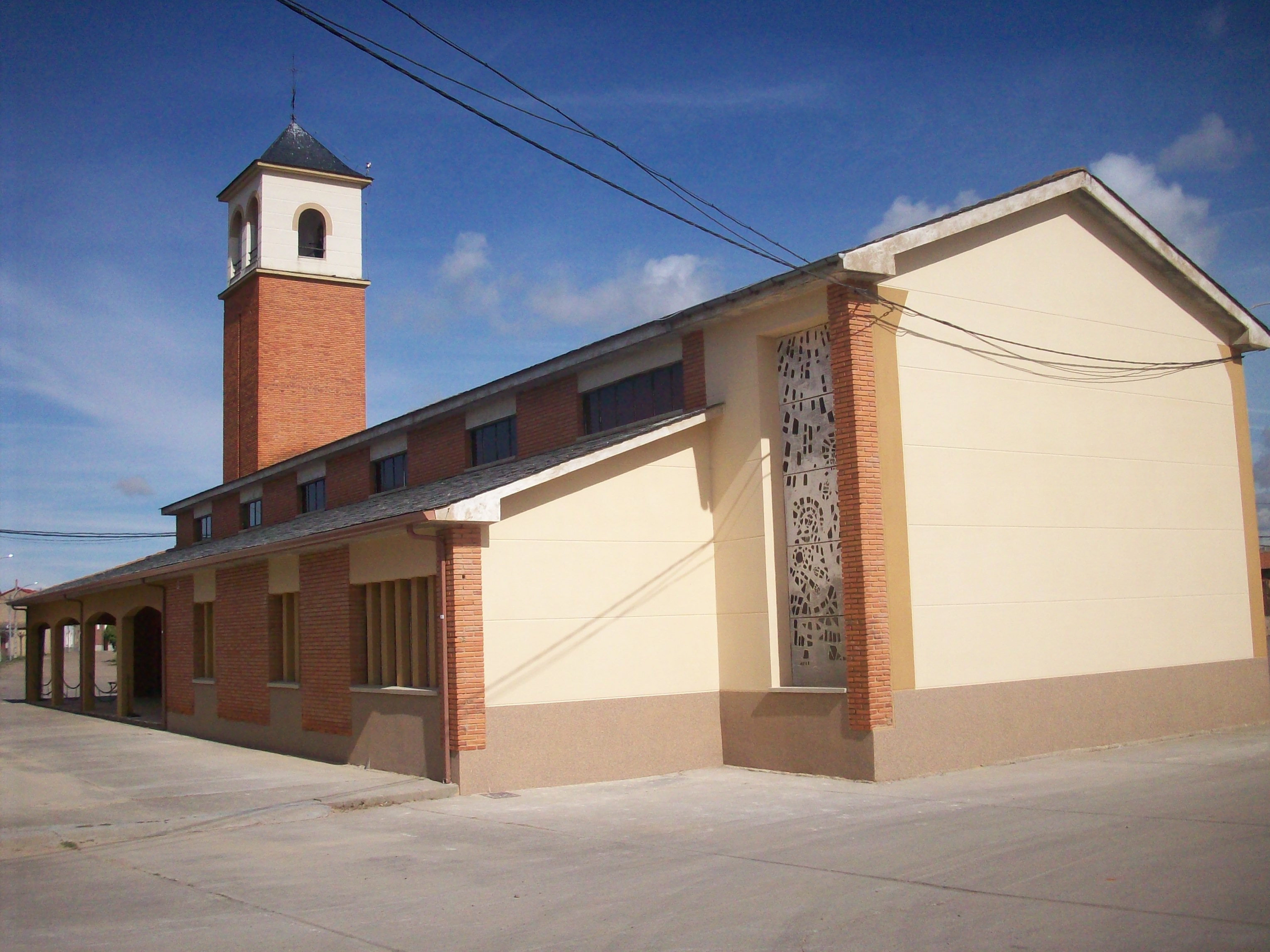
Marienkirche
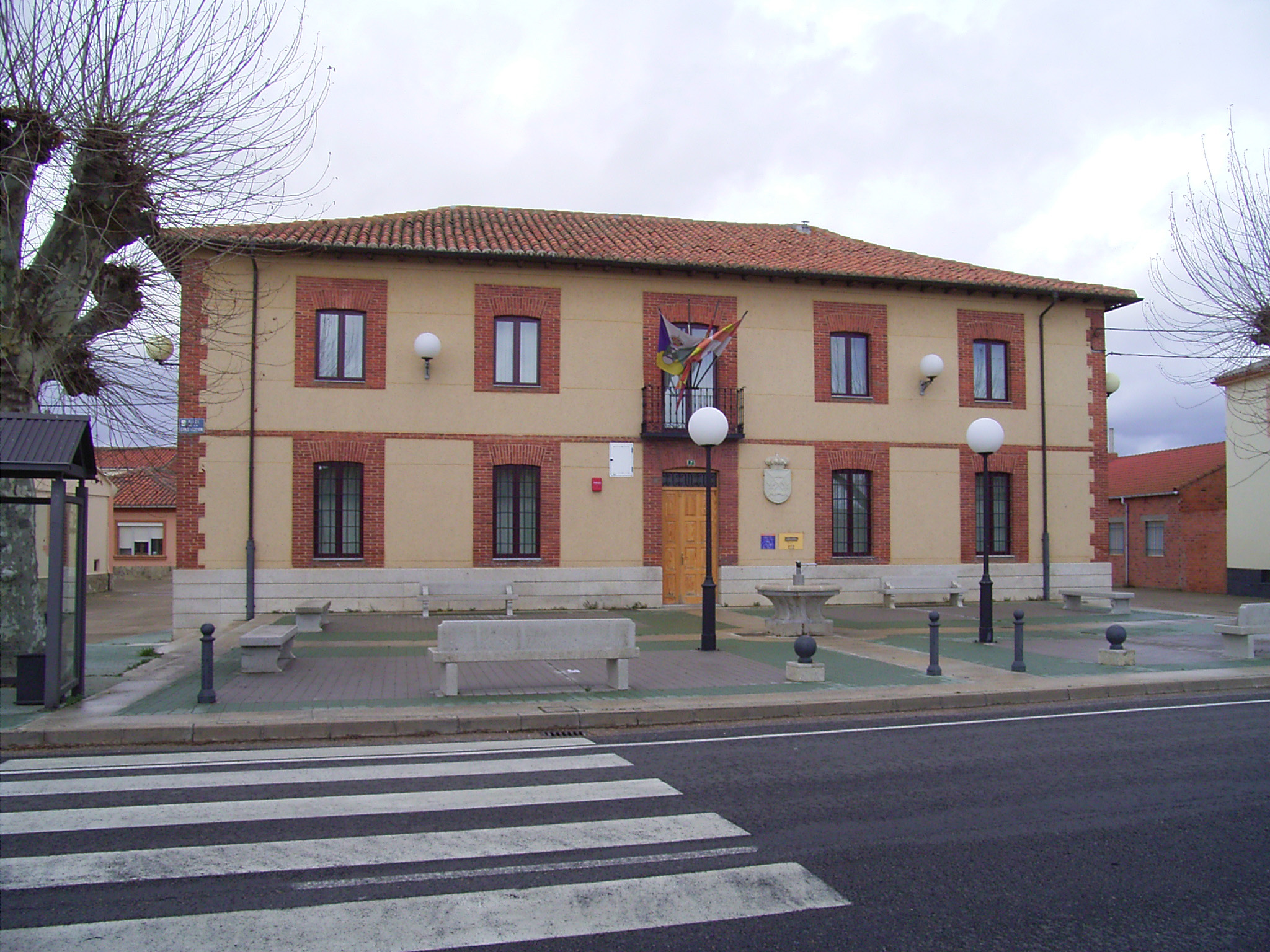
Rathaus

- Marienkirche
- Rathaus

## Persönlichkeiten
- Santiago Pérez Sánchez (1942–1994), Titularbischof von Castellum Medianum (1993), Apostolischer Vikar von Caroní